# Girl (cómic)
Girl fue una revista británica de cómic femenino publicada entre 1951 y 1964.  

## Historia
Fue publicada por la editorial Hulton Press el 2 de noviembre de 1951 como cómic asociado a la publicación Eagle, y permaneció en la línea editorial incluso después de la adquisición de Hulton Press por Odhams Press y de la fusión de Odhams por IPC Media en 1963.  
Su última tirada fue el 3 de octubre de 1964, cuando se fusionó con la publicación Princess. Otro cómic que bajo el mismo nombre fue publicado por IPC de 1981 a 1990, y durante este tiempo la publicación se fusionó con Dreamer y Tammy.
Girl pretendía ser una revista educativa cuyas heroínas, incluidas las que se metían en líos, se veían envueltas en historias que tenían una cierta moraleja. Muchas de las páginas de esta publicación se dedicaron también a historias de heroínas reales en varios temas. 

## Serie original
Al igual que Eagle, Girl fue fundada por el reverendo Marcus Morris. La tira original era Kitty Hawke y her All-Girl Air Crew, dibujado a color por Ray Bailey, sobre un grupo de mujeres que dirigen una aerolínea chárter. La tira no fue muy popular (debido a que se le atribuía una apariencia demasiado masculina) y fue relegado a las páginas interiores en blanco y negro. En la portada le reemplazó la tira colegial de Wendy y Jinx, escrita por Michael y Valerie Hastings y dibujada por Bailey.
Otras tiras incluyeron:
- "Angela Air Hostess", escrita por Betty Roland y dibujada por Dudley Pout (1958-1961).[5]
- "At Work With Janet - Fashion Artist", dibujada por Marjorie Slade.[6]
- "Belle of the Ballet" por George Beardmore y Stanley Houghton.[7]
- "Captain Starling" por George Beardmore y Paddy Nevin.[8]
- "Claudia of the Circus", escrita por Geoffrey Bond y dibujada por T. S. La Fontaine.[9]
- "A Cosy Christmas", dibujada por Gerald Haylock.[10]
- "Emergency Ward 10", based on the TV series, dibujada por Eric Dadswell.[11]
- "Flying Cloud", a western strip, escrita por Charles Chilton.[12]
- "Judy and Pat", ilustrada por Harry Winslade.[13]
- "Laura and the Legend of Hadley House" por Betty Roland y Dudley Pout (1954).
- "Lettice Leefe" - the greenest girl in the school, por John Ryan.[14]
- "Lindy Love" por Ruth Adam y Peter Kay (1954–55).[15]
- "Pat of Paradise Isle" por Betty Roland y Dudley Pout (1953-1954).
- "Penny Starr, escrita por Peter Ling y Sheilah Ward, 1957.[16]
- "Prince of the Pampas", dibujada por Dudley Pout (1961).[17]
- "The Rajah's Secret" por Betty Roland y Charles Paine.[18]
- "Robbie of Red Hall", dibujada por Roy Newby.[19]
- "Sally of the South Seas" por J. H. G. Freeman y Dudley Pout (1961).[20]
- "Sumuna's South Sea Isle" por Terry Standford y Paddy Nevin.
- "Susan of St. Bride's", una serie sobre una estudiante de enfermería, por Ruth Adam y Peter Kay (1954-61).[21]
- "Tessa of Television".
- "Three Sisters of Haworth", biografía de las hermanas Brontë, escrita por Pamela Green y Kenneth Gravett, dibujada por Eric Dadswell.
- "Travel Girl" por Molly Black y Dudley Pout (1952-52).
- "Two Pairs of Skates", escrita por Peter Ling y Sheilah Ward (1956-57).
- "The Untold Arabian Nights" por Geoffrey Bond y Cecil Langley Doughty.
- "Vicky" por Betty Roland y Dudley Pout (1954-1958).
- "White Queen of Calabar", dibujada por Gerald Haylock.
- "Yvette" por Sylvia Little y Dudley Pout (1952).